# LOVE×AGGRESSIVE
《LOVE×AGGRESSIVE》是日本SMILE在2013年2月28日發售的戀愛冒險類型成人遊戲，2015年2月27日由萌えAPP發售Android版和iOS版。

## 故事
藤大神要在情人節當天同時收到結月仔虎、音無玲緒、鷹羽涼、竹澄真櫻這4位肉食系少女的巧克力，並且約定讓要在白色情人節做出回覆而她們也會在這一個月時間展開追求行動。

## 角色

### 主要角色
大神要
本做的男主角，風乃和學院的學生，與結月仔虎和秋野豹悟從小一起長大。
結月仔虎（聲優：藤森ゆき奈）
要的同學，家裡經營結月道場，自由奔放喜歡吃肉。
音無 Ophilia 玲緒（-{音無＝Ophilia＝玲緒
（おとなし＝おふぃーりあ＝れお）}-，聲優：小倉結衣）
要的同學，從皇麗院轉學來的大小姐，小學時候認識仔虎並被她稱呼「獅子丸」。
鷹羽涼（聲優：白雪碧）
要的學妹，在小學時候就能解答大學程度問題的天才少女。
竹澄真櫻（聲優：上田朱音）
要的學姊。

### 其他角色
灰澤恵那（聲優：桃也みなみ）
要的同學，暗戀要但由於內向消極而一直沒有結果。
加賀巳稀（聲優：手塚りょうこ）
要的同學，恵那的青梅竹馬。
兎束美美（聲優：桃井いちご）
從國中開始就擔任要的班級老師。

## 主題曲
片頭曲「乙女心1000000％」
作詞：雪仁，作曲、編曲：水城新人，歌：AiRI
片尾曲「シアワセジャックポット」
作詞：雪仁，作曲、編曲：水城新人，歌：Prico

## 評價
《LOVE×AGGRESSIVE》在日本美少女游戏与动画相关商品销售网站Getchu.com的2013年2月销量榜上排名第7名。

## 外部連結
- PC版官方網站 （页面存档备份，存于）SMILE（日語）
- App版官方網站 （页面存档备份，存于）萌えAPP（日語）